# Бускате
Буска̀те (на италиански: Buscate, на западноломбардски: Büscò, Бюско) е малко градче и община в Северна Италия, провинция Милано, регион Ломбардия. Разположено е на 176 m надморска височина. Населението на общината е 4766 души (към 2013 г.).